# Маленький лекарь
Маленький лекарь — узбекский художественный фильм, снятый в жанре фантастической драмы.

## Сюжет
В фильме показана история маленького мальчика, который наделён силой, помогающей ему исцелять сильно больных, в том числе тех кому не в силах помочь традиционная медицина. К нему приходит один богатый человек с просьбой вылечить его единственную внучку, которая внезапно впала в кому. Даже врачи из Франции не смогли помочь ей. Маленький лекарь поддается уговорам своего «продюсера», получившего деньги от богача, и вместе с ним отправится в столицу посмотреть на пациентку.

## В ролях
- Мурад Раджабов — Шадманов.
- Дильшотбек Каттабеков — Данияр (маленький лекарь).
- Закир Мухамеджанов
- Ходжиакбар Нурматов
- Фатима Реджаметова — Наргиза.
- Саида Мансурходжаева — Шахноза.
- Раджаб Адашев — Машраб.
- Карим Мирхадиев
- Тоджибай Норматов
- Бахром Матчанов — Шавкат.
- Барно Нишонова — Нигора.
- Минавар Абдуллаева — Хайринисо.
- Пивер Шувен — доктор.
- Фатхулла Масудов

## Съемочная группа
- Режиссёр — Зульфикар Мусаков.
- Автор сценария — Зульфикар Мусаков.
- Оператор — Абдурахим Исмаилов.
- Композитор — Анор Назаров.
- Художник — Садир (Садриддин) Зиямухамедов.
- Продюсер — Файзирахман Усманов.
- Звукорежиссёр — Ахрор Курманов.
- Монтаж — Ульмасхон Темирова.

## Награды
Приз за самую добрую сказку на МКФ в Артеке, участие на МКФ в Котбусе (ФРГ).